# 5e Satellite Awards
De uitreiking van de 5e Satellite Awards, waarbij prijzen werden uitgereikt in verschillende categorieën voor film en televisie uit het jaar 2000, vond plaats in Los Angeles op 14 januari 2001.

## Film

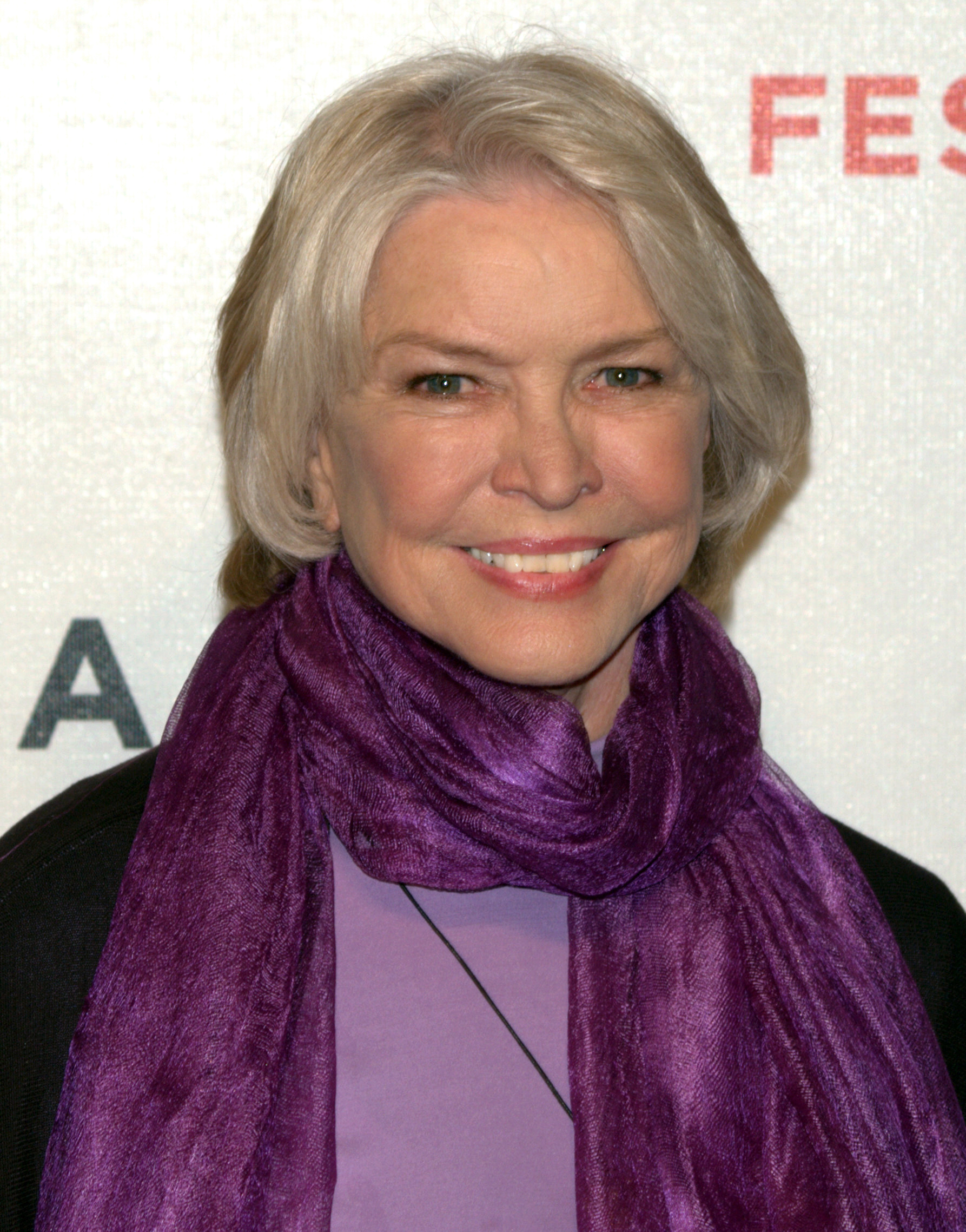
Ellen Burstyn (Requiem for a Dream), winnaar beste actrice in een dramafilm

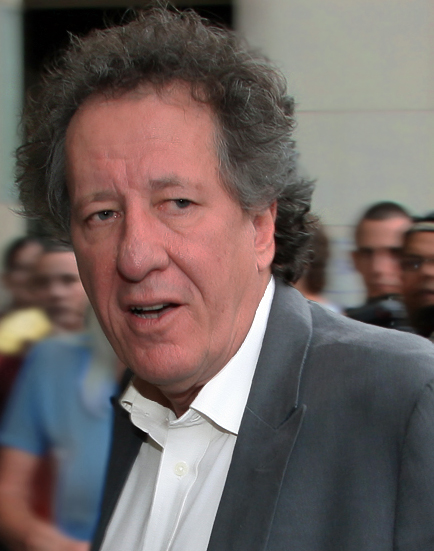
Geoffrey Rush (Quills), winnaar beste acteur in een dramafilm

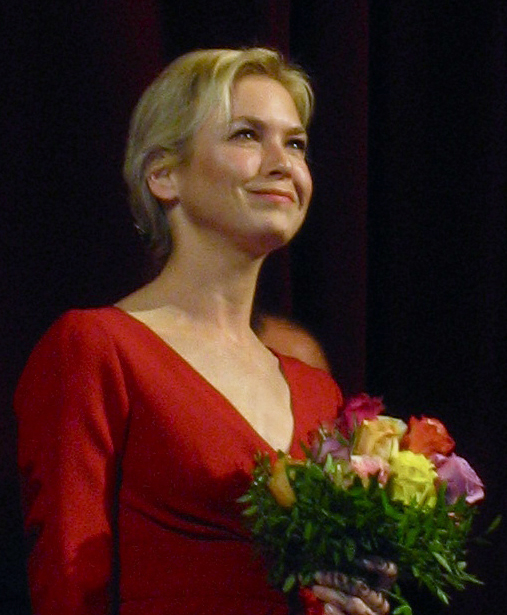
Renée Zellweger (Nurse Betty), winnaar beste actrice in een komische of muzikale film

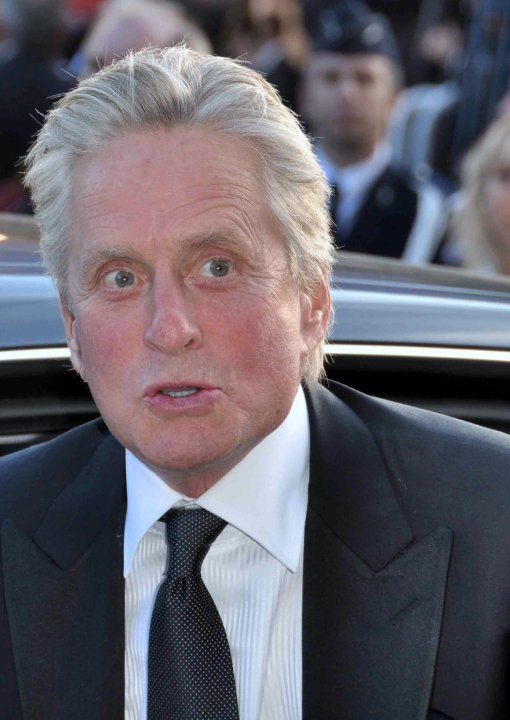
Michael Douglas (Wonder Boys), winnaar beste acteur in een komische of muzikale film

### Beste dramafilm
- Traffic
  - Billy Elliot
  - Dancer in the Dark
  - Erin Brockovich
  - Gladiator
  - Quills

### Beste komische of muzikale film
- Nurse Betty
  - Almost Famous
  - Best in Show
  - O Brother, Where Art Thou?
  - State and Main
  - Wonder Boys

### Beste actrice in een dramafilm
- Ellen Burstyn - Requiem for a Dream
  - Björk - Dancer in the Dark
  - Joan Allen - The Contender
  - Gillian Anderson - The House of Mirth
  - Julia Roberts - Erin Brockovich
  - Laura Linney - You Can Count on Me

### Beste acteur in een dramafilm
- Geoffrey Rush - Quills
  - Jamie Bell - Billy Elliot
  - Sean Connery - Finding Forrester
  - Russell Crowe - Gladiator
  - Ed Harris - Pollock
  - Denzel Washington - Remember the Titans

### Beste actrice in een komische of muzikale film
- Renée Zellweger - Nurse Betty
  - Brenda Blethyn - Saving Grace
  - Sandra Bullock - Miss Congeniality
  - Glenn Close - 102 Dalmatians
  - Cameron Diaz - Charlie's Angels
  - Jenna Elfman - Keeping the Faith

### Beste acteur in een komische of muzikale film
- Michael Douglas - Wonder Boys
  - George Clooney - O Brother, Where Art Thou?
  - Christopher Guest - Best in Show
  - Richard Gere - Dr. T & the Women
  - Eddie Murphy - Nutty Professor II: The Klumps
  - Edward Norton - Keeping the Faith

### Beste actrice in een bijrol in een dramafilm
- Jennifer Ehle - Sunshine
- Rosemary Harris - Sunshine
  - Judi Dench - Chocolat
  - Catherine Deneuve - Dancer in the Dark
  - Samantha Morton - Jesus' Son
  - Julie Walters - Billy Elliot
  - Kate Winslet - Quills

### Beste acteur in een bijrol in een dramafilm
- Bruce Greenwood - Thirteen Days
  - Jeff Bridges - The Contender
  - Robert De Niro - Men of Honor
  - Benicio del Toro - Traffic
  - Albert Finney - Erin Brockovich
  - Joaquin Phoenix - Gladiator

### Beste actrice in een bijrol in een komische of muzikale film
- Kate Hudson - Almost Famous
  - Holly Hunter - O Brother, Where Art Thou?
  - Frances McDormand - Almost Famous
  - Catherine O'Hara - Best in Show
  - Rebecca Pidgeon - State and Main
  - Marisa Tomei - What Women Want

### Beste acteur in een bijrol in een komische of muzikale film
- Willem Dafoe - Shadow of the Vampire
  - Philip Seymour Hoffman - Almost Famous
  - Morgan Freeman - Nurse Betty
  - Tim Blake Nelson - O Brother, Where Art Thou?
  - Brad Pitt - Snatch.
  - Owen Wilson - Shanghai Noon

### Beste niet-Engelstalige film
- Crouching Tiger, Hidden Dragon (Wo hu cang long) (Taiwan)
  - Goya in Bordeaux (Goya en Burdeos) (Spanje)
  - His Wife's Diary (Dnevnik ego zheny) (Rusland)
  - Malèna (Italië)
  - Malli (India)
  - Xizao (China)

### Beste geanimeerde of mixed media film
- Chicken Run
  - Dinosaur
  - The Emperor's New Groove
  - Rugrats in Paris
  - Titan A.E.

### Beste documentaire
- Reckless Indifference
  - Captured on Film: The True Story of Marion Davies
  - Dark Days
  - The Eyes of Tammy Faye
  - Into the Arms of Strangers: Stories of the Kindertransport
  - One Day in September

### Beste regisseur
- Steven Soderbergh - Traffic
  - Cameron Crowe - Almost Famous
  - Philip Kaufman - Quills
  - Ang Lee - Crouching Tiger, Hidden Dragon (Wo hu cang long)
  - Ridley Scott - Gladiator
  - Steven Soderbergh - Erin Brockovich

### Beste originele script
- You Can Count on Me - Kenneth Lonergan
  - Almost Famous - Cameron Crowe
  - Billy Elliot - Lee Hall
  - Erin Brockovich - Susannah Grant
  - State and Main - David Mamet

### Beste bewerkte script
- Quills - Doug Wright
  - The House of Mirth - Terence Davies
  - O Brother, Where Art Thou? - Ethan en Joel Coen
  - Thirteen Days - David Self
  - Traffic - Stephen Gaghan

### Beste filmsong
- "I've Seen It All" - Björk - Dancer in the Dark
  - "A Fool in Love" - Meet the Parents
  - "My Funny Friend and Me" - The Emperor's New Groove
  - "Things Have Changed" - Wonder Boys
  - "Yours Forever" - The Perfect Storm

### Beste cinematografie
- Gladiator
  - Crouching Tiger, Hidden Dragon (Wo hu cang long)
  - The Legend of Bagger Vance
  - Mission: Impossible II
  - Traffic

### Beste visuele effecten
- Gladiator
  - Charlie's Angels
  - How the Grinch Stole Christmas
  - Mission: Impossible II
  - Vertical Limit

### Beste montage
- Thirteen Days
  - Crouching Tiger, Hidden Dragon (Wo hu cang long)
  - Gladiator
  - Mission: Impossible II
  - Traffic

### Beste score
- Gladiator - Hans Zimmer
  - The Legend of Bagger Vance - Rachel Portman
  - Malèna - Ennio Morricone
  - Proof of Life - Danny Elfman
  - Traffic - Cliff Martinez

### Beste geluid
- Dinosaur
  - Chicken Run
  - Crouching Tiger, Hidden Dragon (Wo hu cang long)
  - Mission: Impossible II
  - The Perfect Storm

### Beste artdirection
- The House of Mirth
  - Crouching Tiger, Hidden Dragon (Wo hu cang long)
  - Gladiator
  - How the Grinch Stole Christmas
  - Traffic

### Beste kostuums
- How the Grinch Stole Christmas
  - Crouching Tiger, Hidden Dragon (Wo hu cang long)
  - Gladiator
  - The House of Mirth
  - The Patriot

## Televisie

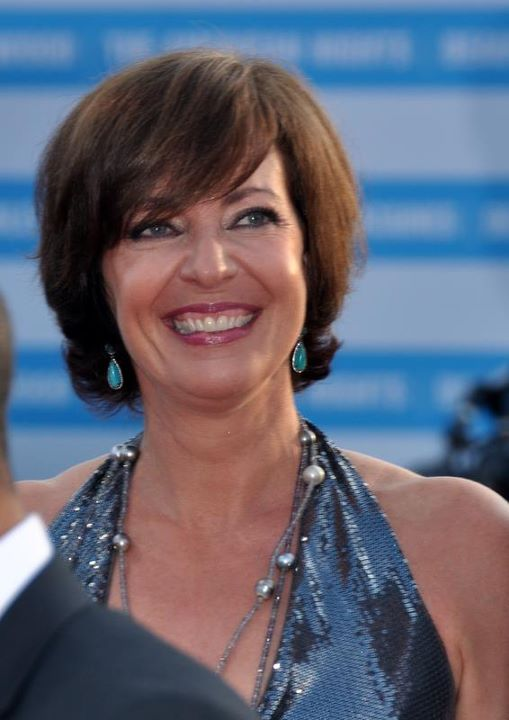
Allison Janney (The West Wing), winnaar beste actrice in een dramaserie

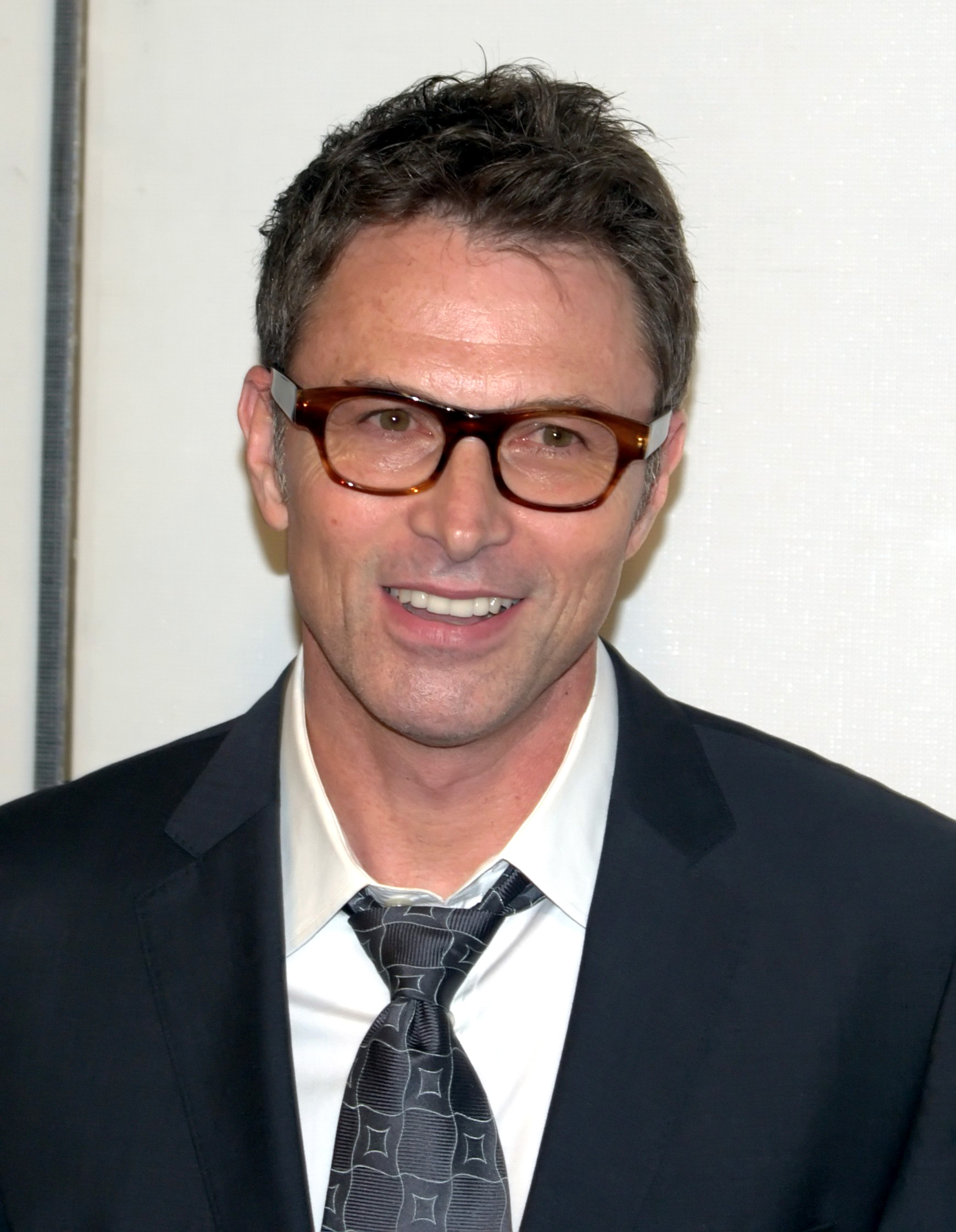
Tim Daly (The Fugitive), winnaar beste acteur in een dramaserie

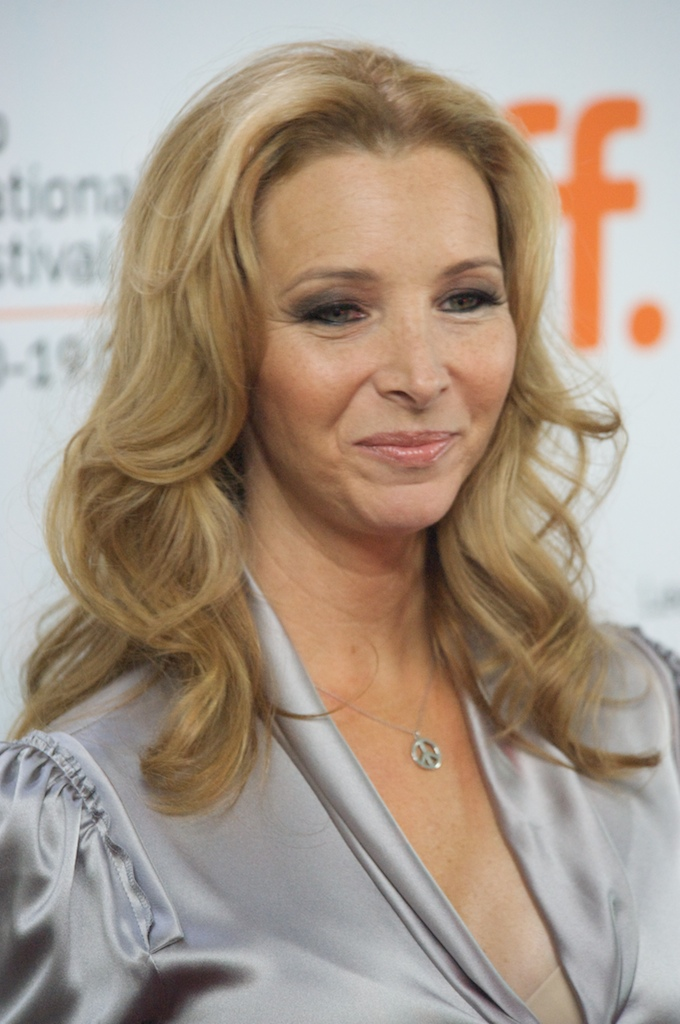
Lisa Kudrow (Friends), winnaar beste actrice in een komische of muzikale serie

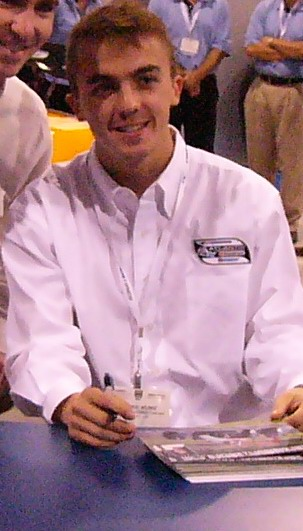
Frankie Muniz (Malcolm in the Middle), winnaar beste acteur in een komische of muzikale serie

### Beste dramaserie
- The West Wing
  - The Fugitive
  - Once and Again
  - The Practice
  - The Sopranos

### Beste komische of muzikale serie
- Sex and the City
  - Frasier
  - Friends
  - Just Shoot Me!
  - The Simpsons

### Beste miniserie
- American Tragedy
  - The Corner
  - The Beach Boys: An American Family
  - Jason and the Argonauts
  - Sally Hemings: An American Scandal

### Beste televisiefilm
- Harlan County War
  - Cheaters
  - Dirty Pictures
  - For Love or Country: The Arturo Sandoval Story
  - Nuremberg

### Beste actrice in een dramaserie
- Allison Janney - The West Wing
  - Gillian Anderson - The X-Files
  - Tyne Daly - Judging Amy
  - Edie Falco - The Sopranos
  - Sela Ward - Once and Again

### Beste acteur in een dramaserie
- Tim Daly - The Fugitive
  - James Gandolfini - The Sopranos
  - Dennis Haysbert - Now and Again
  - Nicky Katt - Boston Public
  - Martin Sheen - The West Wing

### Beste actrice in een komische of muzikale serie
- Lisa Kudrow - Friends
  - Jenna Elfman - Dharma & Greg
  - Jane Krakowski - Ally McBeal
  - Wendie Malick - Just Shoot Me!
  - Laura San Giacomo - Just Shoot Me!

### Beste acteur in een komische of muzikale serie
- Frankie Muniz - Malcolm in the Middle
  - Robert Guillaume - Sports Night
  - Sean Hayes - Will & Grace
  - Stacy Keach - Titus
  - John Mahoney - Frasier

### Beste actrice in een televisiefilm of miniserie
- Jill Hennessy - Nuremberg
  - Jennifer Beals - A House Divided
  - Holly Hunter - Harlan Country War
  - Gena Rowlands - The Color of Love: Jacey's Story
  - Vanessa Redgrave - If These Walls Could Talk 2

### Beste acteur in een televisiefilm of miniserie
- James Woods - Dirty Pictures
  - Andy García - For Love or Country: The Arturo Sandoval Story
  - Louis Gossett jr. - The Color of Love: Jacey's Story
  - Bob Hoskins - Noriega: God's Favorite
  - Matthew Modine - Flowers for Algernon